# Déols
 Déols  ist eine französische Gemeinde mit 7.618 Einwohnern (Stand 1. Januar 2022) im Département Indre in der Region Centre-Val de Loire; sie gehört zum Arrondissement Châteauroux und zum Kanton Châteauroux-1.

## Geografie
Die Gemeinde Déols liegt unmittelbar nördlich von Châteauroux, der Hauptstadt des Départements Indre. Die Grenze zu Châteauroux bildet der Fluss Indre, in den hier die Ringoire einmündet. Im Gemeindegebiet von Déols befindet sich ein Teil des Flughafens Châteauroux-Déols Marcel Dassault, unter anderem die Abfertigungsgebäude.
Nachbargemeinden von Déols sind Coings und Montierchaume im Norden, Diors im Nordosten, Étrechet im Osten, Le Poinçonnet im Südosten, Châteauroux im Süden, Saint-Maur im Westen und Vineuil im Nordwesten.

## Bevölkerungsentwicklung
| Jahr      | 1962 | 1968 | 1975 | 1982 | 1990 | 1999 | 2007 | 2012 | 2018 |
| Einwohner | 6340 | 4834 | 8431 | 7639 | 7875 | 8089 | 8734 | 8062 | 7559 |

## Sehenswürdigkeiten
- Abtei Déols (gegründet 917)
- Kirche Saint-Étienne (ab 10. Jahrhundert)
- Porte de l’Horloge (15. Jahrhundert)
- Porte du Pont-Perrin

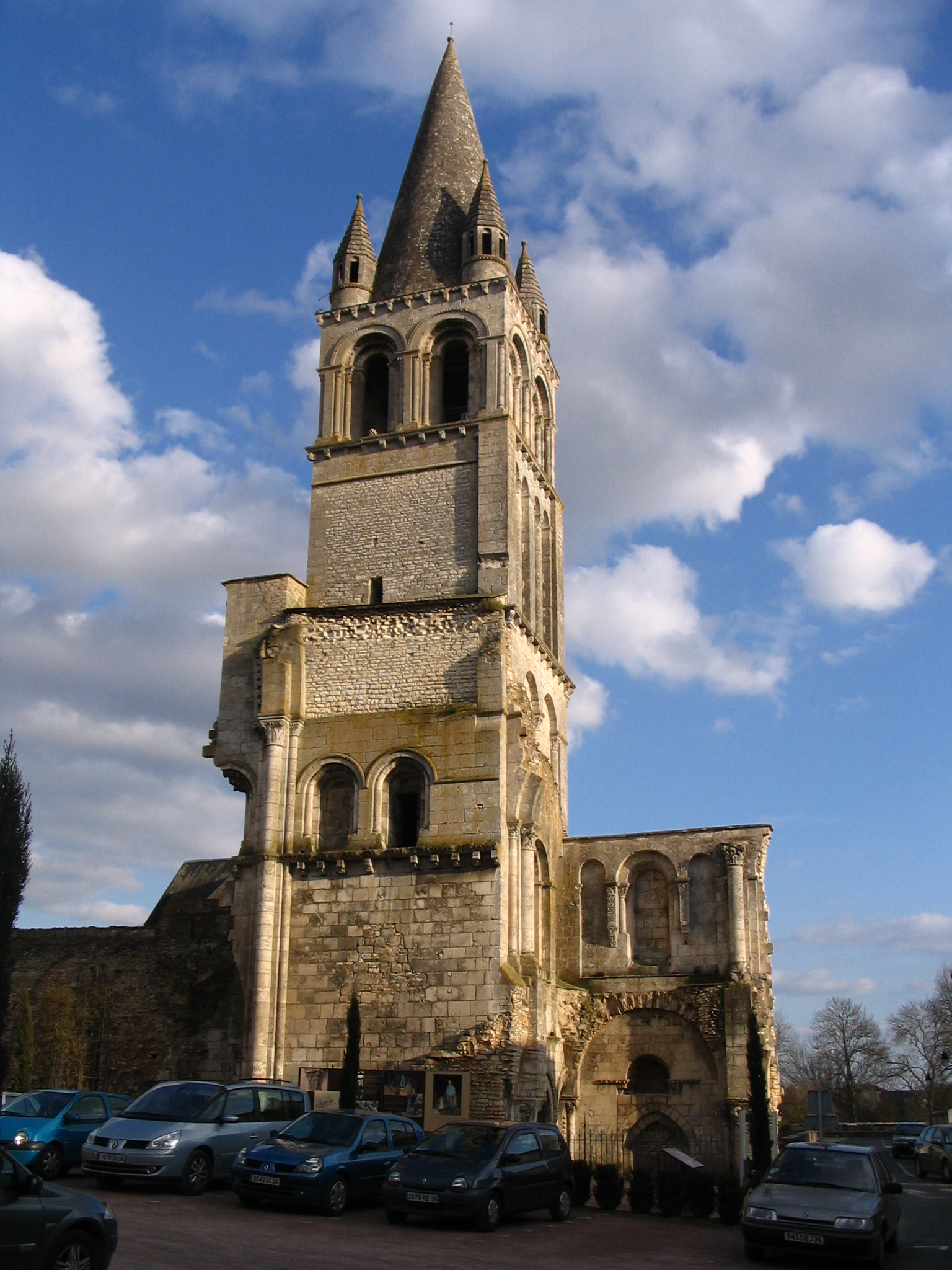
Abtei Déols
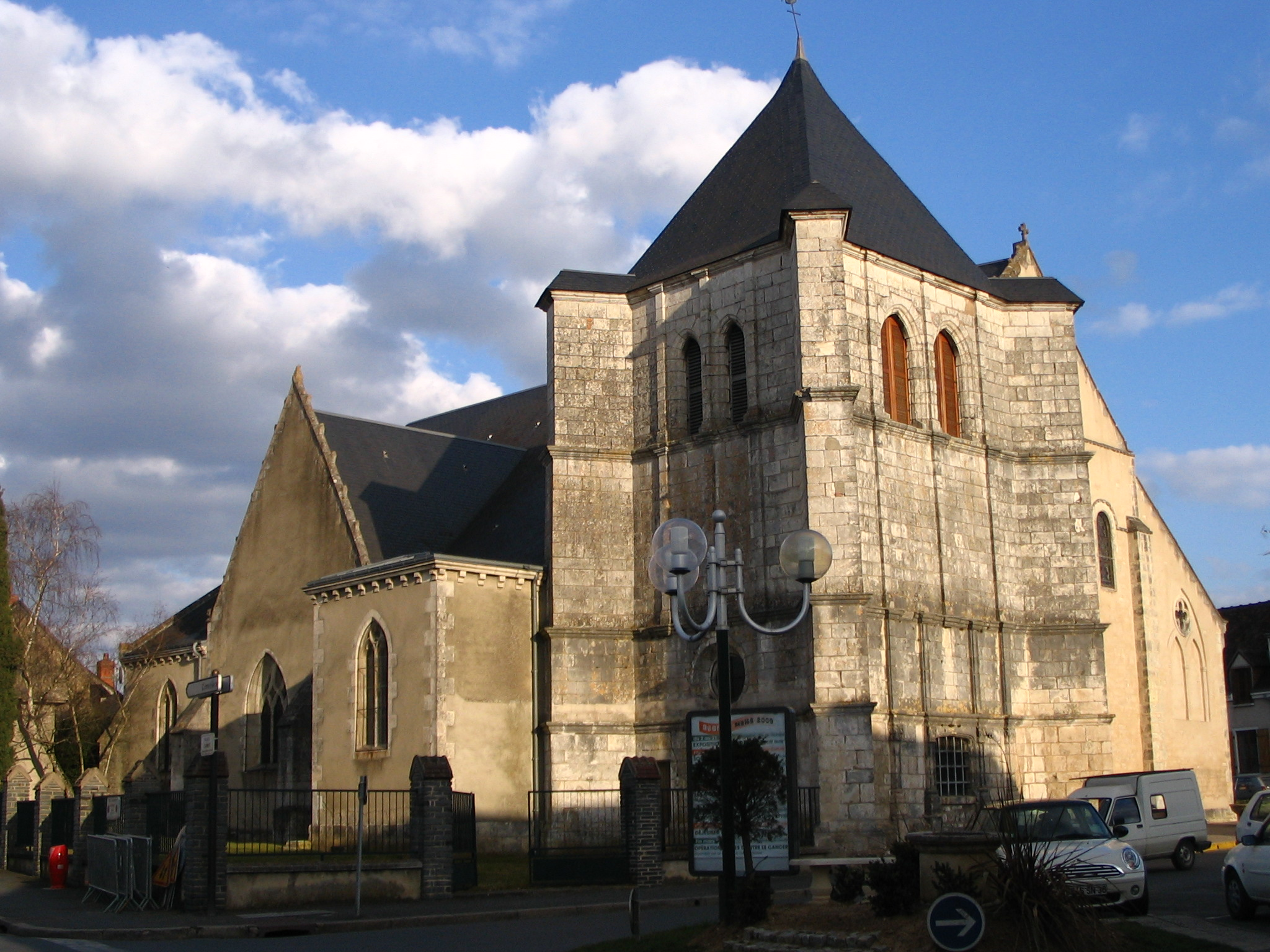
Kirche Saint-Étienne
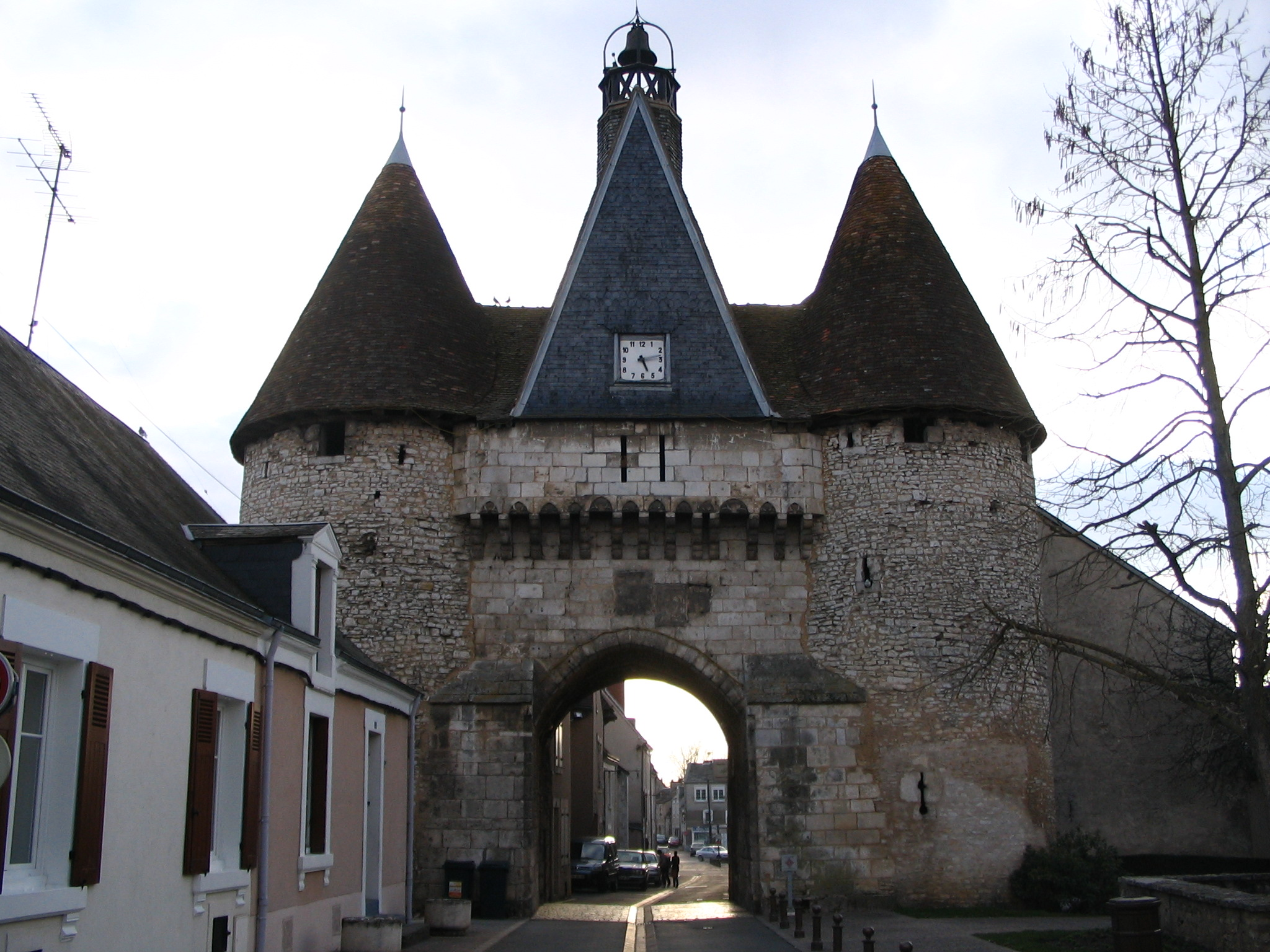
Porte Saint-Ètienne
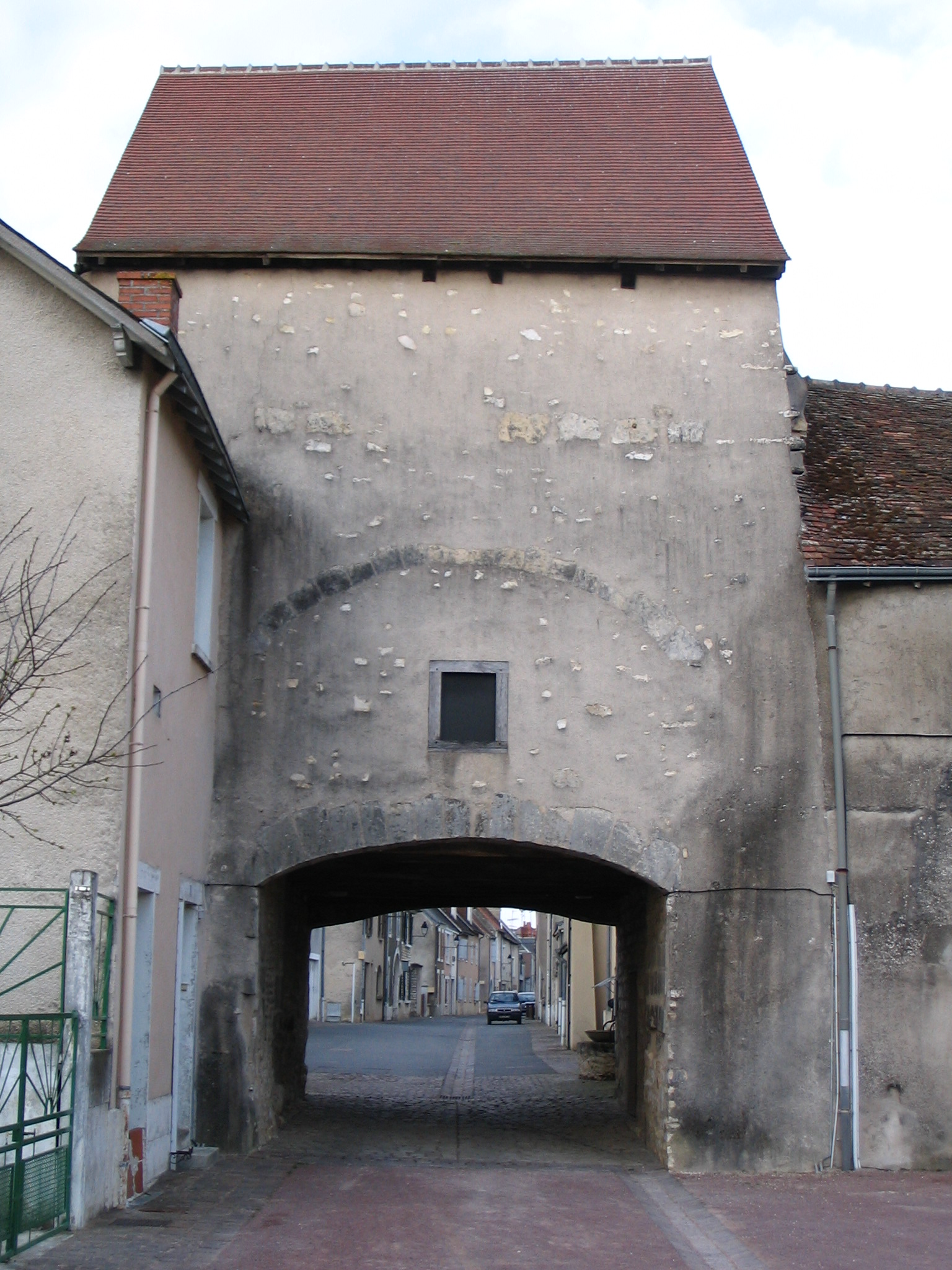
Porte du Pont-Perrin